# Idiops straeleni
Idiops straeleni là một loài nhện trong họ Idiopidae.
Loài này thuộc chi Idiops. Idiops straeleni được Carl Friedrich Roewer miêu tả năm 1953.